# 法暹战争
1893年的法暹战争是法兰西第三共和国与暹罗拉達那哥欣王國间发生的一场军事冲突。法国驻琅勃拉邦的副领事奥古斯特·帕维等人引起了法国人对老挝的进一步关注。他利用暹罗对该地区控制的弱势以及越南东京叛军的周期性入侵来密谋夺取该地，导致法暹两国关系紧张。战争过后，暹罗同意割让老挝给法国，法属印度支那得到了扩张。

## 经过
法属印度支那总督让·马里·安托万·德拉内桑派奥古斯特·帕维亚去曼谷讨要老挝地区。曼谷当局错估了形势，以为英国人会帮他们，于是拒绝割让湄公河以东地区，并向该地区增兵。
战争的导火索是两起孤立事件，1892年甘蒙省和廊开府的暹罗官员驱逐里三名来自中湄公河地区的法国商人，其中二人——Champenois和Esquilot，被指控走私鸦片。不久，法国驻琅勃拉邦领事Massie在回西贡途中自杀。法国国内的殖民派便利用这两件事煽动反暹罗的民族主义情绪，为之后的侵略制造舆论。
1893年4月，法国人向争议领土派了3个军团。北面法军在东孔岛被围困，军官Thoreaux被俘，南面推进的顺利些，但还是中了暹罗人的埋伏，巡官Grosgurin被杀。
法国在曼谷大皇宫训练炮兵，在7月20日向暹罗发出最后通牒，要求暹罗交出老挝、撤出守军，赔付法国200万法郎赔款，并惩戒在争议领土杀伤法军者。暹罗人拒绝无条件服从，于是法军突破了暹罗的海岸线。
最终暹罗人发现得不到英国支持，只得向法国投降。

## 图片

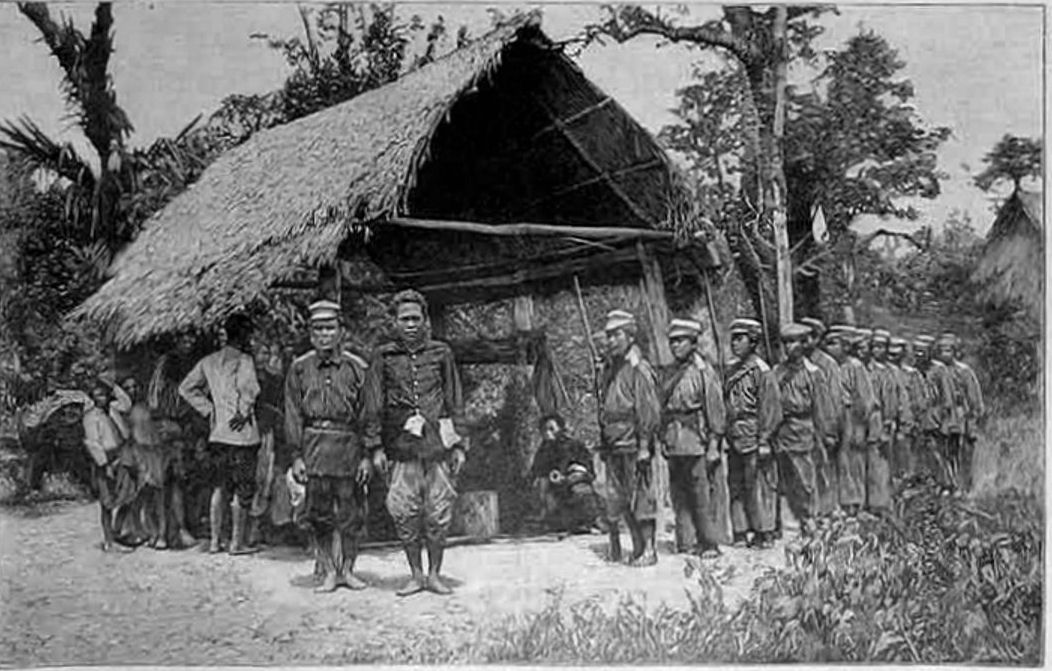
1893年，在老挝的暹罗军队
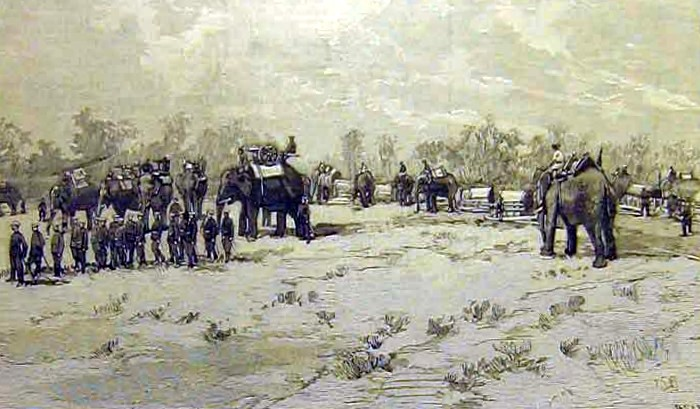
1893年，在老挝装备火炮的暹罗大象军队
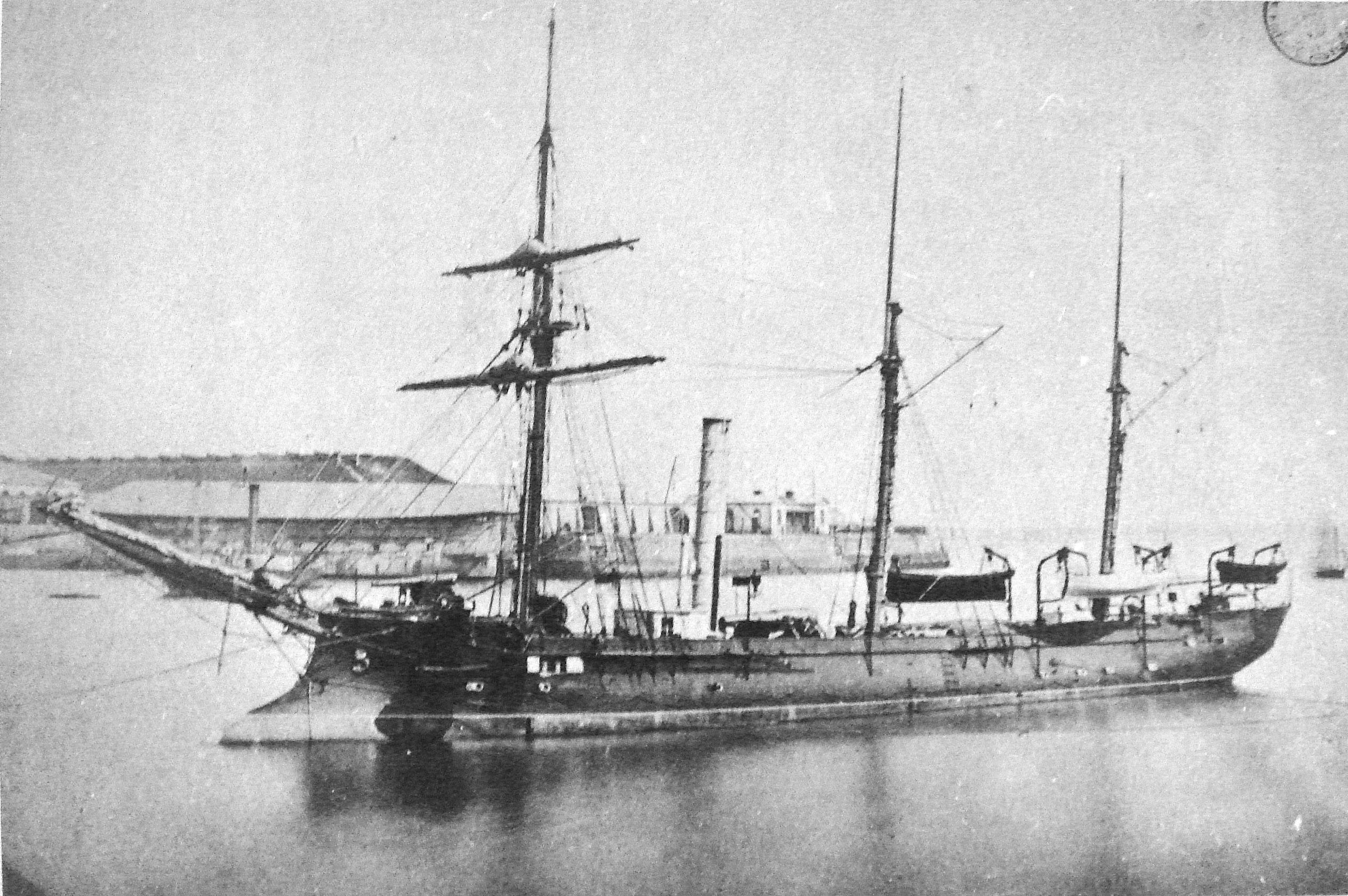
1893年8月，停泊在曼谷的炮舰Lutin（1877－1897）